# Cosimo da Castelfranco
Cosimo da Castelfranco, al secolo Paolo Piazza (Castelfranco Veneto, 1560 circa – Venezia, 20 dicembre 1620), è stato un pittore italiano.

## Biografia
Si formò a Venezia, probabilmente tra il 1575 al 1581, presso Palma il Giovane, Paolo Veronese e i Bassano. Tornò più tardi nel paese natale e nel duomo lasciò diverse opere di cui rimangono, in sacrestia, la Cena in Emmaus e la Consacrazione episcopale di San Nicolò di Mira. Attorno al 1588 affrescò la villa Corner di Treville, ma di questo imponente lavoro restano solo tre volte dipinte. È collocato nel periodo 1585-1590 il suo Autoritratto, oggi conservato agli Uffizi.

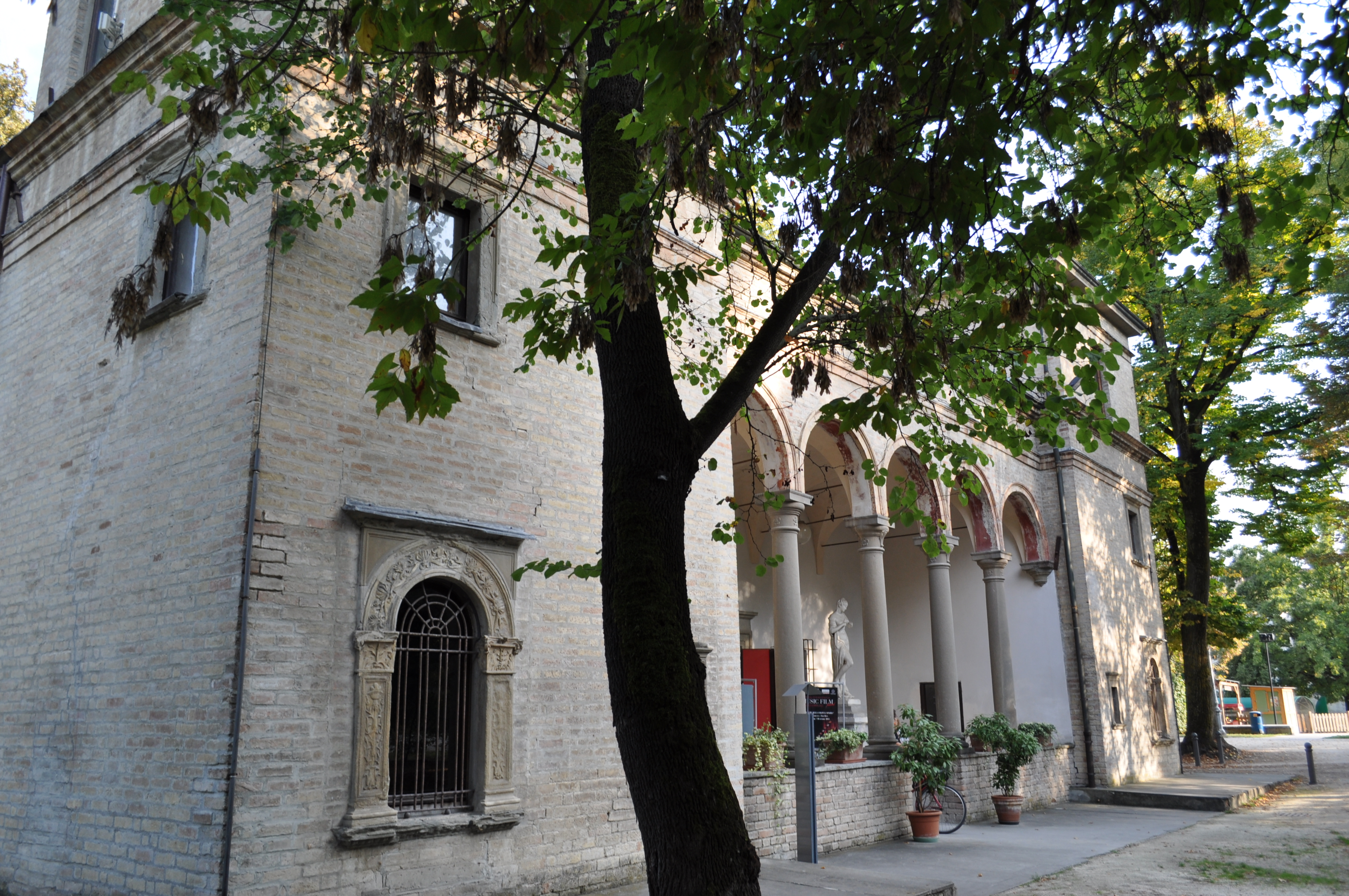
Palazzetto Eucherio Sanvitale - Parma

Tra il 1594 e il 1596 compare nella fraglia dei pittori veneziani, segno che doveva essere tornato nella città lagunare da qualche tempo. A quei tempi risalgono il Battesimo di Costantino e la Predicazione di San Paolo della chiesa di san Polo. Secondo Carlo Ridolfi e Davide da Portogruaro sarebbe suo anche il monocromo, realizzato attorno al monumento funebre di Marcantonio Bragadin (1596) nella basilica di Santi Giovanni e Paolo.
Nel 1596 completò il dipinto centrale, collocato sul soffitto dell'oratorio della Santissima Trinità di Chioggia. Nel maggio dello stesso anno, in occasione dell'incoronazione della dogaressa Morosina Morosini, moglie di Marino Grimani, allestì un teatro galleggiante sul Canal Grande.
Il 27 settembre 1598 si fece cappuccino, con il nome di Cosimo da Castelfranco. A lui si deve una delle ultime opere realizzate per Palazzo dei Conservatori (oggi Musei capitolini), denominata La deposizione e realizzata nel 1614.
Sue opere sono attestate anche in Sicilia, tra le quali la splendida pala d'altare presente nella chiesa di S. Maria delle Grazie del convento dei Cappuccini a Piazza Armerina, databile tra il 1612 e il 1613, nella quale è la più antica rappresentazione della città oggi conosciuta.